# Amanda Pelkey
Amanda Pelkey (née le 29 mai 1993 à Montpelier dans l'État du Vermont) est une joueuse américaine de hockey sur glace évoluant dans la ligue professionnelle en tant qu'attaquante. Elle a remporté une médaille d'or aux Jeux olympiques de Pyeongchang en 2018. Elle a également représenté les États-Unis dans deux championnats du monde, remportant deux médailles d'or.

## Biographie

### En club
Amanda Pelkey joue dès l’adolescence pour l'équipe White de la North American Hockey Academy (NAHA), basée à Stowe dans le Vermont, qui évolue dans la ligue junior de hockey féminin (Junior Women's Hockey League). Elle est même sélectionnée pour le match des étoiles de la ligue lors de la saison 2010-2011.
En suivant, Pelkey entre à l'université du Vermont, jouant pour les Catamounts du Vermont dans le championnat universitaire NCAA en 2011-2012. Elle réalise sa meilleure saison en 2013-2014, inscrivant le record de l'histoire de l'équipe en nombre de buts (21) et nombre de points (40). Elle égale le record du nombre de points en un seul match soit quatre inscrit en octobre 2013 et le nombre de buts en supériorité numérique (7).
Pelkey est nommée co-capitaine de l'équipe lors de sa dernière année. Elle termine sa carrière universitaire en étant meilleure pointeuse (105), meilleure buteuse (49) et meilleure en nombre d'aides (56) de l'histoire des Catamounts.

### Ligue professionnelle
Le 22 juin 2015, Pelkey devient la première joueuse à signer avec les Pride de Boston, avant le début de la saison inaugurale de la Ligue nationale de hockey féminin . Elle remporte la Coupe Isobel avec l'équipe lors de la saison 2015-2016, contribuant avec 10 points en 16 matchs de saison régulière.
Pelkey est sélectionnée pour participer au premier match des étoiles de la LNHF, qui a lieu en janvier 2016.
En 2024, elle évolue pour le Fleet de Boston dans la Ligue professionnelle de hockey féminin.

### En équipe nationale
Elle représente pour la première fois l'équipe nationale des États-Unis pour le championnat du monde des moins de 18 ans en 2009, où elle remporte l'or à l'âge de 16 ans. Elle participe également à l'édition 2011, elle y termine première ex æquo en nombre de points et remporte une nouvelle médaille d'or. Pelkey est sélectionnée en sénior pour les championnats du monde 2016 et 2017 où elle remporte deux médailles d'or. Par la suite elle fait partie de la sélection des Jeux olympiques de 2018 et remporte une médaille olympique,.

## Statistiques

### En club
| Saison      | Équipe                | Ligue       |                            | Saison régulière           | Saison régulière           | Saison régulière           | Saison régulière           | Saison régulière           |                            | Séries éliminatoires       | Séries éliminatoires       | Séries éliminatoires       | Séries éliminatoires | Séries éliminatoires |
| Saison      | Équipe                | Ligue       | PJ                         | B                          | A                          | Pts                        | Pun                        | PJ                         | B                          | A                          | Pts                        | Pun                        |                      |                      |
| 2011-2012   | Catamounts du Vermont | NCAA        | 32                         | 5                          | 9                          | 14                         | 40                         |                            |                            |                            |                            |                            |                      |                      |
| 2012-2013   | Catamounts du Vermont | NCAA        | 25                         | 9                          | 11                         | 20                         | 18                         |                            |                            |                            |                            |                            |                      |                      |
| 2013-2014   | Catamounts du Vermont | NCAA        | 36                         | 21                         | 19                         | 40                         | 22                         |                            |                            |                            |                            |                            |                      |                      |
| 2014-2015   | Catamounts du Vermont | NCAA        | 34                         | 14                         | 17                         | 31                         | 24                         |                            |                            |                            |                            |                            |                      |                      |
| 2015-2016   | Pride de Boston       | LNHF        | 16                         | 7                          | 3                          | 10                         | 12                         | 4                          | 1                          | 3                          | 4                          | 2                          |                      |                      |
| 2016-2017   | Pride de Boston       | LNHF        | 17                         | 2                          | 5                          | 7                          | 10                         | 2                          | 0                          | 0                          | 0                          | 2                          |                      |                      |
| 2018-2019   | Pride de Boston       | LNHF        | 16                         | 5                          | 7                          | 12                         | 4                          | 1                          | 0                          | 0                          | 0                          | 4                          |                      |                      |
| 2019-2020   |                       | PWHPA       | Statistiques indisponibles | Statistiques indisponibles | Statistiques indisponibles | Statistiques indisponibles | Statistiques indisponibles | Statistiques indisponibles | Statistiques indisponibles | Statistiques indisponibles | Statistiques indisponibles | Statistiques indisponibles |                      |                      |
| 2020-2021   | Calgary               | PWHPA       | Statistiques indisponibles | Statistiques indisponibles | Statistiques indisponibles | Statistiques indisponibles | Statistiques indisponibles | Statistiques indisponibles | Statistiques indisponibles | Statistiques indisponibles | Statistiques indisponibles | Statistiques indisponibles |                      |                      |
| 2021-2022   | Calgary               | PWHPA       | Statistiques indisponibles | Statistiques indisponibles | Statistiques indisponibles | Statistiques indisponibles | Statistiques indisponibles | Statistiques indisponibles | Statistiques indisponibles | Statistiques indisponibles | Statistiques indisponibles | Statistiques indisponibles |                      |                      |
| 2022-2023   | Metropolitan Riveters | LNHF        | 24                         | 5                          | 14                         | 19                         | 20                         |                            |                            |                            |                            |                            |                      |                      |
| Totaux NCAA | Totaux NCAA           | Totaux NCAA | 127                        | 49                         | 56                         | 105                        | 104                        |                            |                            |                            |                            |                            |                      |                      |
| Totaux LNHF | Totaux LNHF           | Totaux LNHF | 49                         | 14                         | 15                         | 29                         | 26                         | 7                          | 1                          | 3                          | 4                          | 8                          |                      |                      |

### En équipe nationale
| Année | Équipe             | Compétition                  |   | PJ | B | A  | Pts | Pun               |  | Résultat |
| 2009  | États-Unis - 18ans | Championnat du monde - 18ans | 5 | 3  | 3 | 6  | 4   | Médaille d'or     |  |          |
| 2010  | États-Unis - 18ans | Championnat du monde - 18ans | 5 | 0  | 7 | 7  | 4   | Médaille d'argent |  |          |
| 2011  | États-Unis - 18ans | Championnat du monde - 18ans | 5 | 4  | 6 | 10 | 2   | Médaille d'or     |  |          |
| 2016  | États-Unis         | Championnat du monde         | 4 | 0  | 0 | 0  | 0   | Médaille d'or     |  |          |
| 2017  | États-Unis         | Championnat du monde         | 5 | 1  | 0 | 1  | 2   | Médaille d'or     |  |          |
| 2018  | États-Unis         | Jeux Olympiques              | 5 | 0  | 2 | 2  | 2   | Médaille d'or     |  |          |